# Codette di zucchero
Le codette di zucchero, anche conosciute come codette arcobaleno, codette multicolore, e con il termine sprinkles, sono piccolissimi cilindri a base di zucchero e amido utilizzati per decorare dolci fra cui torte, gelati, biscotti, paste e prodotti da forno. Analogamente ad altri prodotti affini quali le palline e la granella di zucchero, le codette di zucchero possono aderire soltanto su alimenti dolci appiccicosi tra cui gelato e glassa.
A volte le codette di zucchero sono aromatizzate al cacao e presentano una colorazione marrone. In tal caso vengono definite codette di cioccolato.

## Storia
Tra gli antecedenti delle codette di zucchero vi sono le palline di zucchero, risalenti almeno alla fine del XVIII secolo e utilizzate per decorare i pièce montée e i dolci. 
Durante la prima metà del Novecento si diffusero nei Paesi Bassi gli hagelslag (grandine), codette con cioccolato e zucchero solitamente cosparsi sul pane imburrato. Esse differiscono dalle codette di zucchero in quanto contengono vero cioccolato e hanno pertanto sapore e consistenza diversi.
La Just Born sostiene che le codette di "cioccolato" (che però contengono amido e zucchero), vennero inventate nel 1923 a New York dal fondatore dell'azienda Sam Born. Tuttavia, ciò è smentito dal fatto che esse erano già state lanciate due anni prima.